# Le Couteau
Pour plus de détails, voir Fiche technique et Distribution.
Le Couteau (titre original : Het mes) est un film néerlandais réalisé par Fons Rademakers, sorti en 1961.
Le film est une adaptation du livre éponyme de Hugo Claus, qui a également participé à l'écriture du scénario.

## Fiche technique
- Titre : Le Couteau
- Titre original : Het mes
- Réalisation :	Fons Rademakers
- Assistant-réalisateur : Lili Rademakers
- Scénario :  Hugo Claus, d'après son roman
- Photographie : Eduard van der Enden
- Montage : Henri Rust
- Musique : Pim Jacobs
- Direction artistique : Friso Wiegersma
- Décors : Wim Lindner
- Costumes :
- Son : Wim Huender, Olga Servaas, Peter Vink
- Producteur : Joop Landré
- Société de production :  Nederlandse Filmproductie Maatschappij (NFM)
- Société de distribution :  Nederlandse Filmproductie Maatschappij (NFM)
- Pays de production :  Pays-Bas
- Langue :  Néerlandais
- Métrage : 2 425 mètres
- Format : Noir et blanc — 35 mm — 1,66:1 — Son : Mono
- Genre : Film dramatique
- Durée : 89 minutes (1 h 29)
- Dates de sortie :
  - Pays-Bas : 2 mars 1961
  - France : 1961 (Festival de Cannes)

## Distribution
- Reitze van der Linden : Thomas
- Marie-Louise Videc : Toni
- Ellen Vogel : la maman de Thomas
- Paul Cammermans : Oscar
- Hetty Beck : Marie
- Ellen Van Stekelenburg : la diseuse de bonne aventure (comme Elly van Stekelenburg)
- Mia Goossen : la mère de Toni
- Guus Hermus : le père de Thomas
- Cor Witschge : Ratte, le soldat
- Piet van der Meulen
- Leo Pijls

## À noter
- Le film a été tourné à Maastricht, dans la province du Limbourg